# Clonixina
La clonixina es un antiinflamatorio no esteroideo. Además tiene acción como analgésico, antipirético y antiagregante plaquetario.
Se usa principalmente en el tratamiento de condiciones artríticas crónicas y ciertos desórdenes de tejidos suaves asociados con dolor e inflamación.